# ゲラケ
ゲラケ（ペルシア語: گراكه, ラテン文字転写: Gerākeh, Gerāgeh）は、イランのギーラーン州ラシュト郡の中央地区にあるピルバザール農村地区の村。 2006年の国勢調査では、その人口は228世帯、815人であった。